# 駒寄川
駒寄川（こまよせがわ）は、神奈川県茅ヶ崎市北部を流れる川。

## 概要
茅ヶ崎市堤の清水谷（しみずやと）を源流とし、高座郡寒川町大曲で小出川に合流する。寒川町内は、わずか40ｍほどだけ流れる。名前の由来は、かつて上流に馬の牧場があったので「駒寄」と付けられたと言われる。流域の茅ヶ崎市みずき地区は、相鉄いずみ野線延伸用に取得された土地であり、2000年代に宅地開発され、沿岸は「せせらぎ公園」として整備された。